# Alysina
Alysina là một chi bướm đêm thuộc họ Noctuidae.